# Ciocăneşti (Suceava)
Ciocăneşti é uma comuna romena localizada no distrito de Suceava, na região de Bucovina. A comuna possui uma área de  km² e sua população era de 1515 habitantes segundo o censo de 2007.